# 919-23
919-23은 대한민국의 퓨전 음악 그룹이다. 

## 음반
- One More Tune (2015)
- 동석 (2020)

## 수상
- 21세기 한국음악 프로젝트 우수상 (2012)
- 천차만별 콘서트 우수상 (2014)

## 공연
- 하이 서울 페스티벌 (2012)
- 세계 안산 거리극 축제 (2015)
- 울산 에이팜 쇼케이스 (2015)